# Ausculta fili
Ausculta fili és una butlla pontifícia de Bonifaci VIII publicada el 5 de desembre de 1301. El Papa reprova al rei francès Felip el Bell per no haver pres en compte una altra butlla, la Clericis laicos sobre els impostos als clergues, i per no obeir al bisbe de Roma.
A França, la butlla va ser cremada; per disposició reial es van extreure alguns textos falsejant el seu sentit: després van ser difosos sota forma d'una butlla anomenada Deum Time. Així es va suscitar una reacció de suport al rei i de rebuig al Papa que apareixia com qui intentava sotmetre al rei en afers temporals.